# Čini Slovenskega domobranstva in Slovenskega narodno-varnostnega zbora
Čini Slovenskega domobranstva in Slovenskega narodno varnostnega zbora.

## Moštvo
- domobranec
- kaplar

## Podčastniki
- podnarednik
- narednik
- višji narednik

## Častniki
- poročnik
- nadporočnik
- stotnik

## Višji častniki
- major
- podpolkovnik
- polkovnik
- general

## Vojaški uradniki
- vojaški uradniki III. stopnje
- vojaški uradniki II. stopnje
- vojaški uradniki I. stopnje